# Teatro de Marionetas la Estrella
La companyia Teatro de Marionetas la Estrella va nàixer a Madrid el 1978 formada per Gabriel Fariza (actor, director, titellaire i guionista) i Maite Miralles (pintora, dissenyadora, titellaire i guionista).
El 1995 es van instal·lar a València on tots dos van fusionar els seus coneixements i influències: el concepte escènic i l'actuació de Gabriel Fariza, format al teatre independent de Madrid, i la visió estètica i pràctica artística de mesclant la filosofia del teatre independent amb les arts plàstiques de Maite Miralles.
Després de diversos anys participant en festivals nacionals i internacionals, es van instal·lar definitivament a València, on van obrir la seua pròpia Sala de Teatre en el Cabanyal. Avui compta amb un total de dues sales a València.
Mesclant la filosofia del teatre independent amb les arts plàstiques la companyia ha realitzat gires per Espanya, Bèlgica, Portugal, Itàlia, Guinea Equatorial i Amèrica Llatina.